# Clan Murray
Murray ist der Name eines schottischen Clans in den Highlands, der in der schottischen Geschichte eine bedeutende Rolle spielte. 

## Geschichte

Ursprüngliches Stammwappen der Familie Murray

Die Murrays sind Abkömmlinge des flämischen Adligen Freskin (auch Stammvater der Clans Sutherland und Douglas). Im 12. Jahrhundert folgten einige flämische und normannische Adlige der Einladung des schottischen Königs, sich in Schottland niederzulassen. Freskin und sein Sohn wurde mit weitläufigen Ländereien in Moray beschenkt und heirateten in die alte Linie der piktischen Mormaer von Moray, bis zum Ende des 13. Jahrhunderts ein lokales Königreich, ein. Anschließend nahmen sie den Namen 'de Moravia' an, was lateinisch ist für 'von Moray'. 
Die Nachfahren von Freskins Großenkel William de Moravia wurden schließlich Laird der feudalen Baronie Bothwell. 
Der Name Moray/Murray leitet sich möglicherweise vom piktischen Wort Moritreb ab. Das Königreich von Moray war um einiges größer als das heutige Morayshire und verlief entlang der Küste des Moray Firth, nördlich der Grampian Mountains. MacMurray, Moray, Murry, Morrow, und Morogh sind alles Varianten des Familiennamens.

### Österreich
Ein Zweig der Familie Murray kam nach Österreich. Dort wurde er am 16. September 1760 in den Freiherrstand und am 25. November 1761 in den Grafenstand aufgenommen. Außerdem wurde am 19. April 1783 ein Wappenvermehrung genehmigt: das Wappen war ursprünglich blau mit drei silbernen Sternen, wurde um den Herzogshut und Hermelinmantel ergänzt. Die Devise lautete Hinc usque superna venabor . Die männliche Linie starb bereits 1848 mit den Feldmarschall-Lieutenant Abrecht Joseph von Murray (* 26. August 1774; † 6. Februar 1848) aus.

## Adelstitel
Angehörige des Clan Murray führen oder führten folgende britische Adelstitel:
Peerage of Scotland
- Duke of Atholl (1703)
- Marquess of Atholl (1676)
- Marquess of Tullibardine (1703)
- Earl of Tullibardine (1606)
- Earl of Annandale (1625)
- Earl of Tullibardine (1628)
- Earl of Atholl (1629)
- Earl of Dunmore (1686)
- Earl of Strathtay and Strathardle (1703)
- Viscount of Stormont (1621)
- Viscount of Annand (1622)
- Viscount of Balquhidder (1676)
- Viscount of Fincastle (1686)
- Viscount of Glenalmond and Glenlyon (1703)
- Lord Murray of Tullibardine (1604)
- Lord Scone (1605)
- Lord Murray of Lochmaben (1622)
- Lord Murray of Tynningham (1625)
- Lord Balvaird (1641)
- Lord Elibank (1643)
- Lord Murray, Balveny, and Gask (1676)
- Lord Murray of Blair, Moulin and Tillimet (1686)

Peerage of England
- Baron Strange (1628)

Peerage of Great Britain
- Earl of Mansfield (1776)
- Earl Strange (1786)
- Earl of Mansfield (1792)
- Baron Murray (1786)
- Baron Mansfield (1756)
- Baron Percy (1722)

Peerage of the United Kingdom
- Viscount Elibank (1911)
- Viscount Dunedin (1926)
- Baron Glenlyon (1821)
- Baron Dunmore (1831)
- Baron Dunedin (1905)
- Baron Murray of Elibank (1912)

Baronetage of Nova Scotia
- Murray Baronet, of Cockpool (1625)
- Murray Baronet, of Clermont (1626)
- Murray Baronet, of Blackbarony (1628)
- Murray Baronet, of Elibank (1628)
- Murray Baronet, of Dunerne (1630)
- Murray Baronet, of Stanhope (1664)
- Murray Baronet, of Ochertyre (1673)
- Murray Baronet, of Glendoich (1676)
- Murray Baronet, of Melgund (1704)

Baronetage of Great Britain
- Murray Baronet, of MacGregor (1795)

## Schlösser
- Blair Castle wurde 1269 errichtet und ist immer noch Sitz des Chiefs of Clan Murray, der Dukes of Atholl. Das Schloss ist jedes Jahr Veranstaltungsort des Frühjahrtreffens der Atholl Highlanders bei dem seine Gnaden, der Duke of Atholl, als Schirmherr fungiert. Die Atholl Highlanders stellen das letzte private Regiment im Vereinigten Königreich dar.
- Balvaird Castle wurde um 1500 für die Murrays of Tullibardine, Earls of Mansfield, gebaut.
- Bothwell Castle befand sich bis 1362 im Besitz der Morays of Petty, bis es durch Heirat an Archibald Douglas, 3. Earl of Douglas, überging.
- Die Murrays of Atholl besaßen außerdem Huntingtower Castle und waren Besitzer von Falkland Palace. John Murray, der 1. Duke of Atholl verbrachte einen Großteil seines Lebens in beiden Residenzen, vor allem weil seine Eltern zu dieser Zeit noch im herrlichen Dunkeld House (das heute nicht mehr existiert) lebten. Sein Sohn, der berühmte Jakobiten-General Lord George Murray, residierte auf Huntingtower bis zu seinem Entschluss, den jungen Thronanwärter Charles Edward Stuart (alias "Bonnie Prince Charlie") im letzten Jakobiten-Aufstand 1745 zu unterstützen.

## Chief
Amtierender Chief des Clan Murray ist seit 2012 Bruce Murray, 12. Duke of Atholl (* 1960).